# کریس کلین (فوتبال)
کریس کلاین (انگلیسی: Chris Klein؛ زادهٔ ۴ ژانویهٔ ۱۹۷۶) یک بازیکن فوتبال اهل ایالات متحده آمریکا است.
وی همچنین در تیم ملی فوتبال ایالات متحده آمریکا بازی کرده است.